# آل مشيب (لودر)

تعديل مصدري - تعديل

آل مشيب هي إحدى قرى عزلة زارة بمديرية لودر التابعة لمحافظة أبين، بلغ تعداد سكانها 80 نسمة حسب تعداد اليمن لعام 2004.